# Aglaia beccarii
Aglaia beccarii là một loài thực vật có hoa trong họ Meliaceae. Loài này được C.DC. mô tả khoa học đầu tiên năm 1894.